# Bryocopsis mansoni
Bryocopsis mansoni är en spindeldjursart som beskrevs av Meyer 1974. Bryocopsis mansoni ingår i släktet Bryocopsis och familjen Tetranychidae. Inga underarter finns listade.